# Eileen Chang
Chang Ai-ling (en chino tradicional, 張愛玲; en chino simplificado, 张爱玲; pinyin, Zhāng Àilíng; Wade-Giles, Chang¹ Ai⁴-ling²; Shanghái, 30 de septiembre de 1920-Los Ángeles, 8 de septiembre de 1995), conocida como Eileen Chang , fue una escritora china y estadounidense. Su obra El Candado de Oro está considerada una de las obras maestras de la literatura china del siglo XX. 
Abandonó la República Popular China en 1952, poco después de la proclamación del régimen comunista. Precisamente por su rechazo al régimen comunista, su figura y su obra fueron condenadas al ostracismo en la propia China durante muchos años.

## Biografía
Nació en Shanghái el 30 de septiembre de 1920, en el seno de una familia burguesa. Cuando nació le dieron el nombre Zhāng Yīng (張瑛 / 张瑛). Era la biznieta de Li Hongzhang (1823-1901), gobernador general de Qing que participó en la rebelión de Taiping. Nieta de Zhang Peilun (1848-1903) figura destacada de la Qingliu Pai en el régimen de Tongzhi y Guangxu Zhang Peilun en la Guerra franco-china. Tras la guerra Zhang Peilun contrajo matrimonio con la hija de Li Hongzhang, el romance fue narrado en una de las mejores sátiras sociales escritas durante la Dinastía Qing, A flower in a sinful sea –Una flor en un mar pecaminoso–. La obra tuvo gran relevancia entre la sociedad de Shanghái en los años 1940 coincidiendo con el momento álgido en las publicaciones de Eileen Chang.
En 1922 su familia se trasladó desde Shanghái a Tianjin. A edad temprana su madre le inculcó el aprendizaje de la escritura china e inició la aproximación a la poesía Tang. En 1924 su madre abandonó a su padre tras conocer que tenía una amante y se marchó a Francia para estudiar artes. La educación de Eileen recayó en un profesor privado, sin embargo las continuas fiestas nocturnas y la adición al opio de su padre y su nueva pareja, le dificultaron los estudios de poesía clásica, motivo por el que desarrolló la habilidad de cambiar los versos para poderlos recordar.
En 1928 después de romper su padre con su amante, la familia volvió a Shanghái. El regreso de su madre y el abandono de las adicciones de su padre aportaron a Chang estabilidad en su vida. Inició estudios de inglés e ingresó en 1930 en primaria gracias a la imposición de su madre frente a la oposición paterna. Se formó en dibujo y en música. El posterior divorcio de sus padres dio un nuevo giro a su vida, realizó los estudios de secundaria en un internado, su padre le impidió continuar los estudios en Gran Bretaña, y fue el objeto de las venganzas de su padre contra su madre, llegando incluso a encerrarla en el domicilio y a agredirla.
En 1938, ingresó en la Universidad de Hong Kong, donde estudió literatura y lengua inglesa. inició las investigaciones sobre los clásicos de la literatura china del siglo XVIII, entre las obras de estudio estuvo Sueño del Pabellón rojo. En 1941 durante la ocupación japonesa volvió a Shanghái, donde a diferencia de otros intelectuales chinos implicados en actividades políticas, permaneció trabajando en la creación de guiones de cine sobre obras europeas, en especial las francesas de Émile Zola. Empezó a escribir y publicar sus primeras obras destacadas en torno a la sociedad tradicional de Shanghái en un momento en el que la situación política y social era inestable. Love in a Fallen City (傾城之戀) fue su primera novela y la que le abrió las puertas al mundo de la literatura.
En 1943 se casó con el escritor Hu Lancheng, quien la abandonaría en 1945. En 1947, la pareja se divorció.
En 1949, el Partido Comunista Chino se hizo con el poder en China, proclamando la República Popular. Aunque Eileen Chang se había mantenido al margen de la política, su pertenencia a la clase burguesa, y esa falta de compromiso revolucionario, la situaron en una posición difícil. Las obras que publicó durante este periodo, el ensayo Rumors y la serie de cuentos Strange Stories, no contaron con el apoyo de la crítica ni la aceptación de los lectores.
En 1952 volvió a Hong Kong, allí publicó una colección de relatos cortos en 1954. Un año después emigró a los Estados Unidos donde obtuvo la nacionalización. Ese mismo año publicó The Rice-Sprout Song ambientada en la guerra de Corea, novela publicada en inglés bajo el nombre de Eillen Chang y que la lanzó a la fama internacional. La obra ha sido considerada por la crítica como un tratado ideológico sobre China. Debido al apoyo a su obra, el gobierno chino prohibió sus obras en el país durante treinta años. Nunca volvería a China. 
En 1944 publicó la que está considera una de sus obras más destacadas: The Golden Cangue. La continuación de esta fue The Rouge of the North, publicada en 1967, obra escrita en chino y que obtuvo la aceptación de la crítica occidental que la catalogó como su obra maestra. La novela fue traducida al inglés.
En Nueva York, Chang conoció a su segundo marido, el guionista estadounidense Ferdinand Reyer, con quien se casó en 1956. Reyer falleció en 1967. Tras la muerte de su marido, Chang fue profesora en varias universidades estadounidenses, como el Radcliffe College en Cambridge, Massachusetts,[cita requerida] y la Universidad de California en Berkeley donde fue residente en el departamento de escritura. Durante esta estapa se centró en la investigación y los trabajos de traducción al chino de la obra The Lives of Shanghai Beauties escritas en el dialecto hablado en Shanghái. Entre sus trabajos se encuentra la traducción de La flor sobre el mar (海上花列傳) de Han Bangqing (finales de la dinastía Qing).
Chang se mudó a Los Ángeles en 1973. Allí, dos años después, completó su traducción al inglés de La Biografía de Hai Shanghua (海上花列傳 / 海上花列传 Hǎi Shànghuā Lièzhuàn), novela popular de la época Qing escrita en dialecto Wu. En 1980, Sus novelas se han vendido tanto en China como en el extranjero, y tienen una profunda influencia en el proceso de las novelas literarias de posguerra de Taiwán. Tres años más tarde se publicó la traducción oficial de su obra La flor del mar.

## Fallecimiento y legado
Después del fallecimiento de su marido, se recluyó abandonando toda vida social, se negó a conceder entrevistas y a recoger premios que le fueron otorgados. Durante los años que transcurrió en soledad continuó escribiendo tanto en chino como en inglés. Fue encontrada sin vida en su apartamento en Los Ángeles el 8 de septiembre de 1995. Siguiendo sus deseos, su cuerpo fue incinerado y sus cenizas fueron arrojadas al Océano Pacífico.
En 2010 y 2011 Song Yilangsu albacea participó en una conferencia sobre las obras más reconocidas de Chang en Taiwán con motivo del aniversario de su nacimiento. Los actos conmemorativos incluyeron la publicación póstuma escritas en inglés, de La caída de la pagoda (雷峰塔) que forma parte junto con el Libro del cambio de una colección de obras autobiográficas. Ambas obras permanecieron en el olvido tras la negativa de los editores estadounidenses para publicarla, por considerarla sin interés. Ambas novelas se publicaron también en chino.

## Obra
Autora de novelas que tratan el amor y las tensiones en las relaciones de pareja, la mayoría de sus historias se desarrollan en la sociedad burguesa y urbana de Shanghái y de Hong Kong en la primera mitad del siglo XX.
A pesar de sus orígenes y conocidos ascendientes, Eileen Chang solo hizo mención a sus ancestros a mediados de los años 1970 en el ensayo In the Remembrance of Hu Shizhi (Yi Hu Shizhi 憶胡適之). La obra de finales de la dinastía A flower in a sinful sea –Una flor en un mar pecaminoso–, donde se narra la historia de amor de sus abuelos, Eileen Chang eludió escribir relatos románticos, desarrollando en su lugar un estilo personal por el que fue reconocida.

### Traducida al español
- Un amor que destruye ciudades. Traducción del chino de Anne-Hélène Suárez y Qu Xianghong. Libros del Asteroide, 2016. ISBN 9788416213702
- Incienso. Traducción del chino de Anne-Hélène Suárez. Libros del Asteroide, 2019. ISBN 9788417977009

### En chino
- El Candado de Oro (金鎖記 / 金锁记 jīn suǒ jì), 1943. Su obra más famosa. Cuenta la historia de la degradación moral de una mujer casada con un fumador de opio y humillada por sus suegros.

- La Rosa Roja y la Rosa Blanca (紅玫瑰與白玫瑰 / 红玫瑰与白玫瑰 hóng méiguì yǔ bái méiguì), 1944. LLevada al cine por el director de Hong Kong Stanley Kwan en 1994.

- El Amor que Derriba una Ciudad (傾城之戀 / 倾城之恋 qīng chéng zhī liàn), 1945.

- Bànshēng Yuán (半生緣 / 半生缘), 1948. Título difícil de traducir al español. Yuán significa "razón", "motivo", "fijado por el destino" pero también puede ser el sentimiento de compenetración o de afinidad, "química", entre seres humanos. Podría traducirse tal vez como "La afinidad de media vida". Al inglés se ha traducido como Eighteen Springs ("Dieciocho Primaveras"), y la historia fue llevada al cine por la directora de Hong Kong Ann Hui.

- Lujuria, precaución (色戒 /Sè Jiè/ Lust Caution), escrita en 1950 publicada en 1978. Novela corta ambientada en Shanghái durante la invasión japonesa, inspirada en la vida de Zheng Pingru. Fue llevada a la gran pantalla por el director taiwanés Ang Lee.

- Xin Jing (心經 / 心经 / The Heart Sutra). En esta novela corta Zhang aborda el complejo de Electra descrito por el psicólogo fundador del Psicoanálisis Sigmund Freud.
- Cuentos: El bloqueo (封鎖), La chica desafortunada (不幸的她)
- Prosa: Rumor
- Amor de la ciudad, la obras escrita por Eileen Chang, escritora muy prolífica que, durante su época más creativa, en la década de los años 1940, publicaba varias obras al año en diversas revistas de Shanghái.
- Guion de película: El amor sin fin, los niños

### En inglés
Escribió también en inglés, lengua de escritura que había adoptado antes de establecerse en Estados Unidos. Sus dos novelas en inglés, recientemente reeditadas por University of California Press, son: 
- The Rouge of the North. Historia similar a la de El Candado de Oro, sobre la progresiva degradación moral de una mujer en Shanghái.

- The Rice-sprout Song. La historia se desarrolla en un pueblo chino tras la implantación del comunismo, en una reflexión sobre la vanidad humana.

### Otros
- El novela el mariscal se publicó la misma época
- En comparación con las otras autoras más populares de su época, Chang fue considerado como el modelo de la moda, le interesaba a la moda del aquel momento.